# الدوري الألماني 2025–26
الدوري الألماني 2025–26 هو الموسم الثالث والستين من الدوري الألماني، وهو المسابقة الكروية الأولى للرجال في ألمانيا. بايرن ميونخ هو حامل اللقب. ومن المقرر أن يبدأ الموسم في 22 أغسطس 2025 وينتهي في 16 مايو 2026. 